# WASP-76
WASP-76 é una stella binaria della costellazione dei Pesci di magnitudine +9,5, distante circa 636 anni luce dal sistema solare. È una stella di sequenza principale di classe F7 V, attorno alla quale nel 2013 è stato scoperto un pianeta extrasolare gioviano caldo, WASP-76 b. La componente secondaria, scoperta nel 2014, è una stella di classe G o K, distante dalla principale circa 85 UA.

## Caratteristiche
WASP-76 è una stella bianco-gialla di sequenza principale, più grande, calda e massiccia del Sole e di tipo spettrale F7 V, con una massa e un raggio che sono rispettivamente il 45% e il 77% superiori a quelli del Sole. 
Nel 2014 venne osservata la presenza di una compagna visuale, a circa 0,44 secondi d'arco di distanza dalla principale, e studi negli anni seguenti confermarono il legame fisico con la componente principale, avendo le due stelle un moto proprio comune nello spazio. Alla distanza alla quale si trova il sistema 0,44 secondi d'arco corrispondono a una distanza reale dalla principale di 85 UA. WASP-76 B, la secondaria, è una stella di undicesima magnitudine, del tardo tipo G o di tipo K, avente una massa dell'80% di quella del Sole e una temperatura superficiale di circa 4800 K.

## Sistema planetario

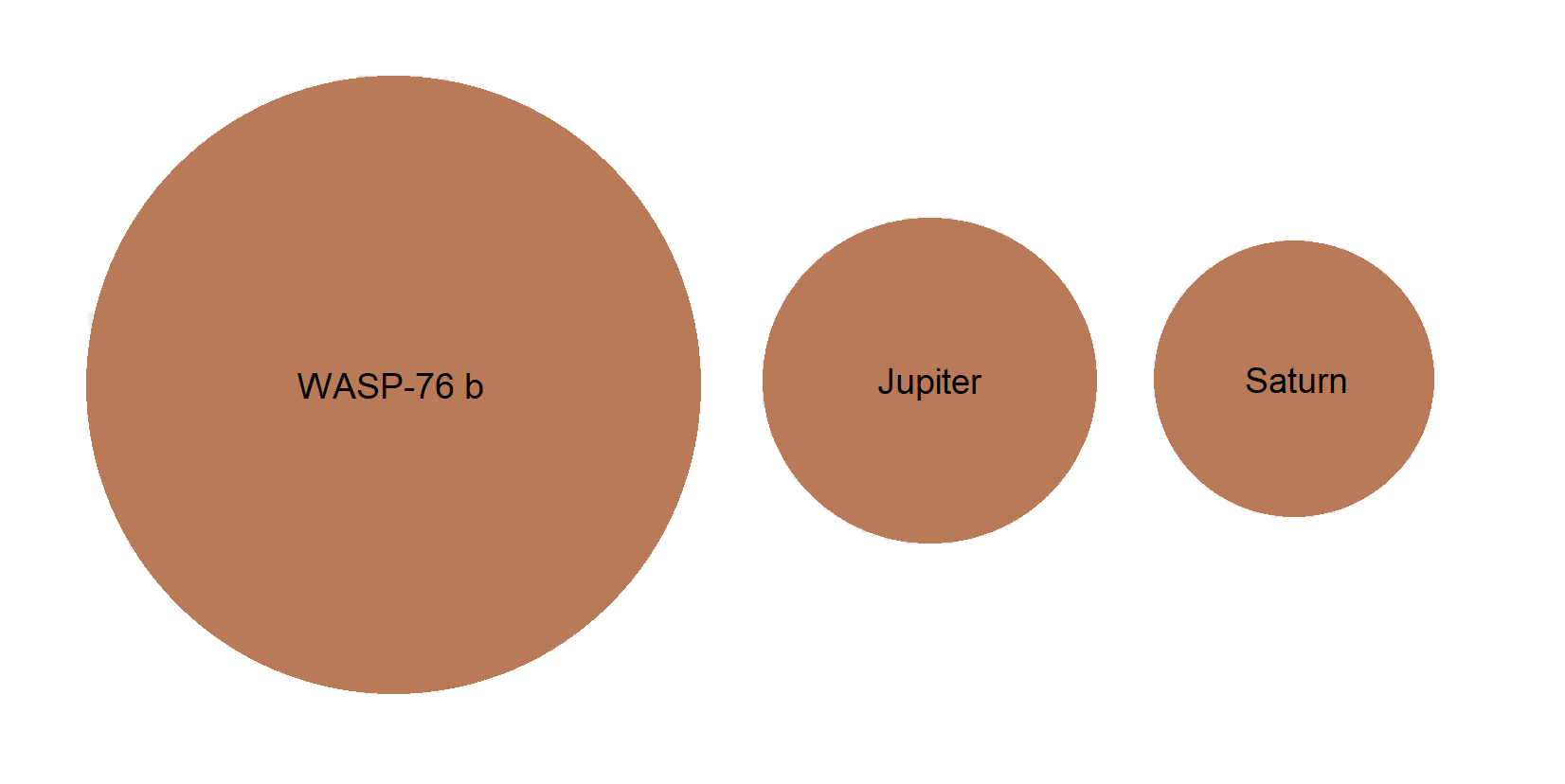
Le dimensioni di WASP-76 b comparate con quelle di Giove e Saturno.

Nel 2013 è stato scoperto un pianeta gigante gassoso in orbita attorno a WASP-76 A. Orbita in 1,8 giorni a una distanza dalla stella di appena 0,033 UA, vale a dire poco meno di 5 milioni di chilometri. A causa dell'intensa radiazione che riceve dalla stella la temperatura del pianeta nel suo emisfero diurno (si trova in rotazione sincrona) è di circa 2 500 K (2 227 °C).
Prospetto del sistema
| Pianeta | Massa   | Raggio  | Periodo orb. | Sem. maggiore | Incl. orbita | Scoperta |
| ------- | ------- | ------- | ------------ | ------------- | ------------ | -------- |
| b       | 0,92 MJ | 1,83 rJ | 1,81 giorni  | 0,033 UA      | 88,0°        | 2013     |